# 洛瑟
洛瑟（德語：Loose）是德国石勒苏益格－荷尔斯泰因州的一个市镇。总面积13.11平方公里，总人口764人，其中男性387人，女性377人（2011年12月31日），人口密度58人/平方公里。